# Андреева, Лидия Васильевна
Ли́дия Васи́льевна Андре́ева (18 октября 1982, Сунтар, Якутская АССР — 18 марта 2016, Якутск) — российский боксёр и кикбоксер, чемпионка мира и Европы по кикбоксингу. Заслуженный мастер спорта России.

## Биография
Первый тренер — Анатолий Афанасьев.
На чемпионате мира 2002 года стала обладательницей бронзовой медали.
Двукратная чемпионка России по боксу 2001 и 2003 годов и многократная чемпионка страны по кикбоксингу. Двукратная чемпионка мира по кикбоксингу 2003 и 2005 годов, чемпионка Европы 2006 года.
Погибла 18 марта 2016 года в ДТП по вине пьяного водителя, который выехал на встречную полосу.